# الهندام اليمني
الهندام اليمني هو نوع اللباس كان منتشر بين القبائل اليمنية في اليمن يغطي نصف الجسم ما بين السرة والركبة. وهو الزي ذاته الذي كان يرتديه السبئيين والحميريون والمعينيين سكان اليمن القديم.

## جمانة مول
هندام للخياطة الرجالية 
1. ↑  "Google Search". www.google.com. اطلع عليه بتاريخ 2025-02-21.